# Калокеринос, Минос
Ми́нос Калокери́нос (греч. Μίνως Καλοκαιρινός, 1843—1907) — критский юрист, купец и археолог-любитель. Известен открытием и предварительными раскопками Кносского дворца в 1878 году. Его работы были продолжены А. Эвансом. В конце жизни занялся политической деятельностью, защитил докторскую диссертацию.

## Биография
Младший сын в семье купца Андреаса Калокериноса и Марии Крассаки, происходившей из знатной семьи критско-венецианского происхождения. В числе её приданого были обширные земли, в том числе весь Кносский холм, засаженный оливковыми плантациями. А. Калокеринос направил сына изучать право в Афинский университет, но из-за болезни родителя Минос уже через год бросил занятия. После смерти отца получил наследство и вместе с братом Лисимахом занялся мыловарением и торговлей вином, но в 1895 году обанкротился. На жизнь он зарабатывал, исполняя обязанности почётного консула Испании и переводчика в британском консульстве. Тогда же он вернулся к юриспруденции, и в 1903 году защитил диссертацию на тему «Юридическая система царя Миноса и её влияние на римских законодателей». Незадолго до смерти он вошёл в ряды радикальной оппозиции и выступил противником новой критской конституции, основываясь на своих представлениях о древнейшем критском политическом строе. М. Калокеринос был женат на Скево Кириази, от которой имел пятерых детей.

### Археологические раскопки в Кноссе
М. Калокеринос ещё с молодости интересовался древностями, и рассчитывал начать раскопки в семейных владениях в Кноссе ещё в 1866 году, но ему помешало антитурецкое восстание. В 1878 году, видимо, под впечатлением от успехов Шлимана, Калокеринос начал раскопки в Кноссе, заложив 12 траншей. Этому способствовало и то, что турки предоставили Криту некоторую автономию, в Ираклионе открылось Общество древностей, возглавляемое Й. Хацидакисом. Калокеринос, начав раскопки в самом конце года — всего они продлились три недели, — сразу же наткнулся на обширное здание. В 1881 году американский консул и археолог Стилман отождествил его с дворцом Миноса. Догадки Калокериноса основывались на сходстве критских ваз, продаваемых на рынке Ираклиона (их находили крестьяне у Кносского холма и в окрестных деревнях) с микенскими. Впоследствии оказалось, что он нашёл западное крыло дворца, а именно — вестибюль у тронного зала. Он же обнаружил следы пожара, погубившего здание. Среди самых значительных находок М. Калокериноса был склад с 12-ю пифосами, полных сохранившимися зёрнами гороха, ячменя и кормовых бобов. Там же он нашёл первую из ставших известными табличек с линейным письмом Б. Среди прочих находок выделялись керамические изделия, впоследствии датированные XIII веком до н. э., — амфоры, горшки, кувшины и килики (всего 360 единиц). Однако уже в феврале 1879 года Критское общество древностей, опасаясь, что находки будут вывезены турками в Османский музей, не стало продлевать разрешение на раскопки. Калокеринос пытался заинтересовать своими находками западных учёных, и устроил выставки в Лондоне, Париже и Риме. Один из его пифосов хранится в Британском музее. Особенно находками Калокериноса заинтересовались Генрих Шлиман и Артур Эванс. Последний воспользовался планами Калокериноса и с 1900 года вёл раскопки на том же месте. В своём труде «Дворец Миноса» (том 1, 1921) Эванс характеризовал раскопки Калокериноса как дилетантские и бессистемные.
После окончания работ, Калокеринос разместил свои находки в частном музее, расположенном в собственном доме (ныне на этом месте располагается Музей Ираклиона). В ходе антитурецкого восстания 1897—1898 годов был уничтожен дом Калокериноса со множеством древних экспонатов, были убиты его сын и брат.